# Ел Пітреллі
Ел Пітреллі (англ. Al Pitrelli; 26 листопада 1962, Нью-Йорк) — американський гітарист, відомий своєю участю в гуртах Trans-Siberian Orchestra, Megadeth, Savatage і Blue Oyster Cult.

## Рання кар'єра (1983–1995)
На початку 80-х Ел Пітреллі навчався в Музичному коледжі Берклі в Бостоні. Він працював сесійним музикантом та давав уроки гри на гітарі. Його першим великим концертом після закінчення навчання був виступ з Майклом Болтоном на підтримку його синглу «Fool's Game». Пітреллі говорив про цей сингл: «Це було, коли Майкл Болтон був схожий ще на Семмі Хагар, ніж на Енгельберта Гампердінка».
Ел був гітаристом та музичним директором Еліс Купера з 1989-го по 1993 роки, а також записав з гуртом Asia два альбоми — Aqua (1992) і Aria (1994).

## Savatage (1995–2000)
Пітреллі приєднався до Savatage в 1995 році одночасно з поверненням до гурту Кріса Кеффрі. Він грав на гітарі в альбомах Dead Winter Dead і The Wake of Magellan, а також записав деякі гітарні партії (перебуваючи вже у складі Megadeth) для альбому Poets and Madmen (аутро до Stay With Me A While, соло в Morphine Child і The Rumor, початкова частина соло і аутро до Commissar).
Він був запрошений Полом О'Ніллом (продюсером Savatage) до складу сайд-проєкту Trans-Siberian Orchestra, в композиції якої він вніс свій оригінальний стиль гри. Ел перебуває у складі гурту дотепер.

## Megadeth (2000–2002)
Пітреллі вступив до складу треш-метал гурту Megadeth, замінивши Марті Фрідмана. Дейв Мастейн запросив його в гурт після хвалебних відгуків Джиммі Деграссо, який знав Ела по роботі з Еліс Купером на початку 90-х.
Музикант приєднався до гурту лише після «прослуховування» перед натовпом в Ванкувері 16 січня 2000 року. Два дні потому Фрідман відіграв свій останній концерт у складі Megadeth.
Він записав з гуртом концертний альбом Rude Awakening та студійний The World Needs a Hero.
Після розпаду Megadeth (через травму руки Мастейна) Пітреллі повернувся в Savatage 9 квітня 2002 року та продовжив роботу з Trans-Siberian Orchestra.

## Подальша кар'єра (2002-даний час)
Ел організував зі своєю другою дружиною Джейн Мангін проєкт O'2L, який гастролював спільно з Trans-Siberian Orchestra.
Музикант також брав участь у гуртах Danger Danger, Asia, Blue Oyster Cult, Vertex та Widowmaker.
В 1998 році він брав участь у записі саундтрека до гри Sonic Adventure.
Останнім часом Пітреллі проживає в Мілфорді, штат Пенсільванія зі своєю дружиною та сином Джеймі, що грає на бас-гітарі.